# Насирхаев, Мохьмад Залимханович
Мохьмад (Мохъмад) Залимханович Насирхаев (11 января 2000) — российский борец вольного стиля, призёр чемпионата России.

## Биография
Чеченец.
Является воспитанником хасавюртовской школы имени братьев Ирбайхановых, тренируется под руководством Имама Мадиева и Бекхана Гойгереева. 26 июля 2022 года ему было присвоено звание мастер спорта России международного класса. В конце августа 2022 года в Казани на Спартакиаде, в схватке за бронзовую медаль уступил Тимуру Бижоеву из Краснодарского края, заняв итоговое 5 место. 16 сентября 2022 года в Минске, победив в схватке за 3 место Егор Акулича из Белоруссии, завоевал бронзовую медаль турнира на призы трёхкратного олимпийского чемпиона Александра Медведя. 27 сентября 2022 года в Ханты-Мансийске принимал участие на первенстве России среди борцов до 23 лет, в котором в 1/16 финала проиграл Имаму Ганишову из Дагестана. В начале октября 2022 года в Ботлихе на международный турнир на призы Юсупа Абдусаламова, на схватку за 3 место его соперник Данияр Кайсанов из Казахстана был снят врачом, тем самым он стал бронзовым призёром. В конце октября 2022 года неудачно выступил на международном турнире памяти пятикратного чемпиона мира Али Алиева, уступив в квалификации Касуму Касумову. В середине декабря 2022 года в Майкопе в составе сборной Дагестана стал обладателем командного Кубка России. В конце декабря 2022 года принимал участие на международном турнире в Хасавюрте. 5 июля 2023 года в Хасавюрте, тушировав Хасанбабу Хасанбабаеву из Дагестана, стал бронзовым призёром Первенства СКФО среди борцов до 23 лет. 28 июля 2023 года во Владикавказе на турнире «Кубок Содружества» в схватке за бронзу проиграл Касуму Касумову. 17 сентября 2023 года в финале первенства России среди борцов до 23 лет в Наро-Фоминске уступил Имаму Ганишову, став серебряным призёром. 11 ноября 2023 года в Хасавюрте на Международном турнире памяти Шамиля Умаханова, уступив в схватке за 3 место Камилю Абдулвагабову из Дагестана, остался за чертой призёров. В конце января 2025 года принимал участие на Кубке памяти Ивана Ярыгина в Красноярске. В конце февраля 2025 года в Хасавюрте стал вторым призёром республиканского отборочного турнира к чемпионату СКФО. В конце мая 2025 года в Грозном, победив в финале Алану Кудзоева, выиграл Всероссийский турнир памяти Дэги Багаева. 28 июня 2025 года в Москве вышел в финал чемпионата России, в котором уступил Ахмеду Усманову, став серебряным призёром.

## Спортивные результаты
- Кубок России по вольной борьбе 2022 (команда) — ;
- Первенство России по вольной борьбе U23 2023 — ;
- Чемпионат России по вольной борьбе 2025 — ;